# Palir
Palir is een bestuurslaag in het regentschap Cirebon van de provincie West-Java, Indonesië. Palir telt 2555 inwoners (volkstelling 2010).